# 연성중학교 (경기)
연성중학교(連城中學校)는 대한민국 경기도 시흥시 하상동에 있는 공립 중학교이다.

## 학교 연혁
- 1999년 1월 15일 : 연성중학교 설립 인가
- 1999년 6월 1일 : 3학급으로 개교, 초대 정원명 교장 취임
- 2002년 2월 28일 : 급식소(120평) 신축
- 2004년 8월 20일 : 학교체육관 겸 다목적실(연성 큰마루) 준공
- 2009년 3월 2일 : 영재반, 특수학급 개설
- 2009년 10월 29일 : 도서관 이관 및 현대화(6실), 영어 전용교실(2실)
- 2011년 3월 1일 : 교과부 요청 건강 증진 연구학교(학교보건, 2년)
- 2015년 3월 1일 : 혁신공감학교 및 자유학기제 희망학교 운영
- 2015년 3월 15일 : 급식소 시설 개선 및 교직원 식당 설치
- 2022년 3월 1일 : 혁신학교 지정
- 2023년 3월 1일 : 제10대 박수호 교장 취임
- 2024년 1월 10일 : 제25회 졸업식(7학급 199명, 총 6,515명)
- 2024년 3월 4일 : 입학식(5학급 127명)

## 참고 자료
- 연성중학교 - 한국교육학술정보원 학교알리미